# Pietro Cavallini

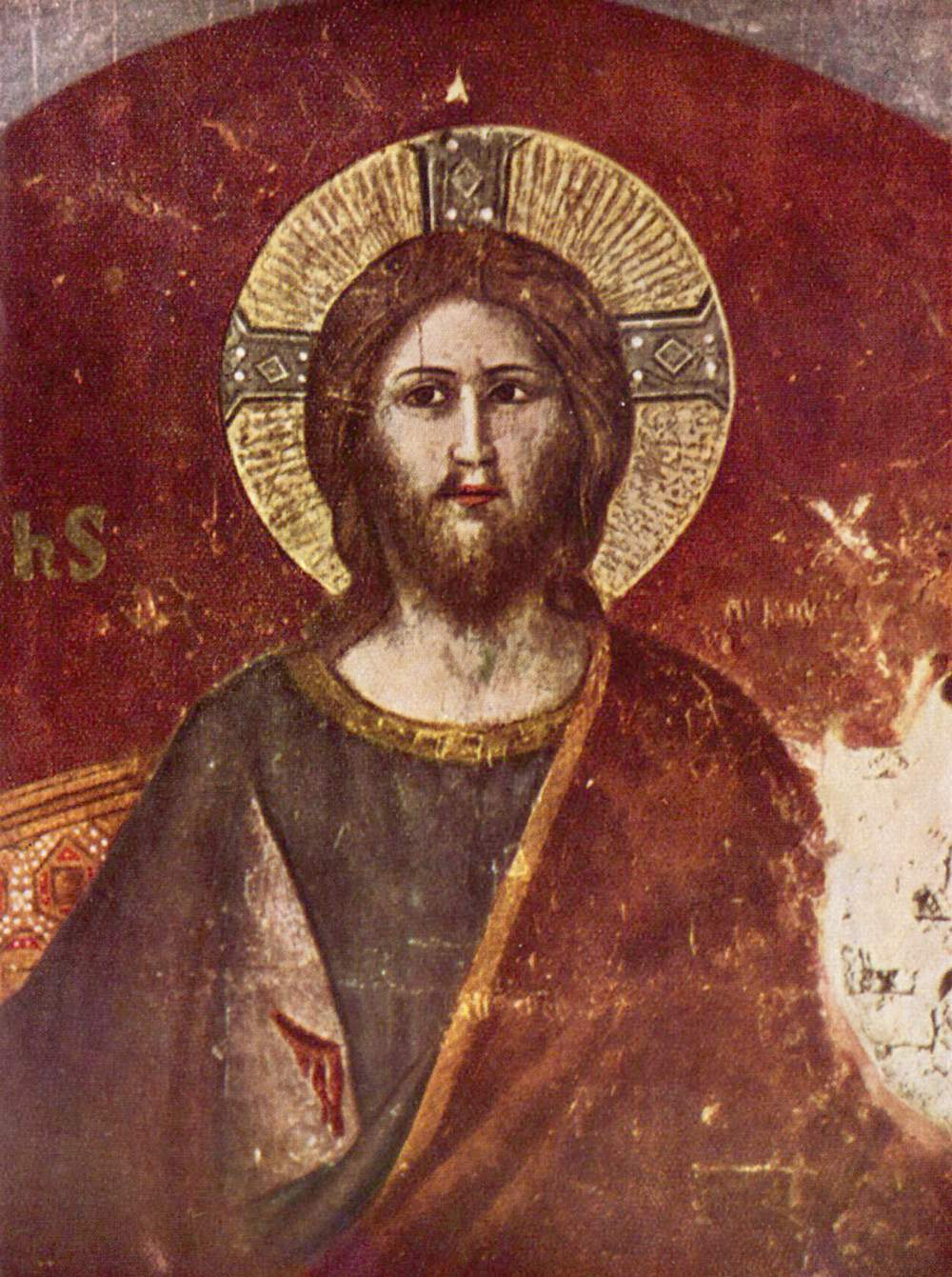
Giudizio Universale (part.) Santa Cecilia in Trastevere

Pietro Cavallini (o, più correttamente, Pietro "Cavallino" de' Cerroni, sui documenti Petrus dictus Caballinus de Cerronibus) (Roma, 1240 circa – 1330 circa) è stato un pittore mosaicista italiano, tra i più importanti esponenti della scuola romana del XIII secolo.

## Biografia e valutazioni storiografiche
I dati biografici di Pietro Cavallini si limitano a notizie tra il 1273 e il 1321. La data di nascita è controversa: la si dovrebbe collocare attorno al 1240 o 1250. Ciò che sappiamo per certo è la provenienza romana di Cavallini che in alcuni documenti viene definito pictor romanus. Anche la data di morte è parimenti sconosciuta, ma generalmente viene indicata dopo il suo ritorno a Roma dalla corte angioina napoletana, quindi verso il 1325-1330. Ridolfino Venuti conferma la sua sepoltura nella basilica di San Paolo fuori le mura già descritta da Giorgio Vasari.
Un suo discendente, lo scrittore papale Giovanni Cavallini, lo ricorda come persona centenaria: Huic commemoro Petrum de Cerronibus qui centum annorum numero vitam egit. Questa notizia dichiara piuttosto inequivocabilmente l'identità tra il pittore romano Pietro Cavallini e il Pietro de Cerronibus di alcuni documenti, la cui non comune longevità aveva in passato convinto alcuni studiosi a considerare quei documenti come riferentesi a persone diverse.
Ghiberti nei suoi Commentarii parla del pittore romano "Pietro Cavallini, ... dottissimo infra tutti gli altri maestri"; e cita sue pitture in Roma: a San Pietro (Quattro Evangelisti nella controfacciata), Santa Cecilia in Trastevere (affreschi), San Crisogono, Santa Maria in Trastevere (mosaici), San Francesco a Ripa (affreschi), San Paolo fuori le mura (mosaico in facciata e affreschi della navata e nel capitolo).
Vasari, impegnato com'era nella dimostrazione della superiorità toscana e fiorentina nelle arti, declassava Cavallini a "discepolo di Giotto", stabilendo un anacronismo anagrafico paradossale e creando un pregiudizio storico-artistico sopravvissuto cinque secoli. 
(Vasari, Vita di Pietro Cavallini)
A Cavallini, Vasari concesse un catalogo di opere ancora più vasto: ma, oltre alle opere romane ricordate da Ghiberti, aggiunse degli interventi a Firenze, Assisi e Orvieto che appartengono a trecentisti di diversa estrazione. Dalla Vita scritta dal Vasari in quei termini, scaturì pertanto una certa sfortuna critica di Cavallini, considerato dagli studiosi successivi come un epigono giottesco o peggio un ritardatario ancora incline alla "maniera greca". 
La recente rivalutazione della "pittura romana" della fine del secolo XIII con il contributo di pittori di grande spessore come Jacopo Torriti e Filippo Rusuti (per quanto legati ancora alle forme musive bizantine), ha aiutato a ricostruire la personalità del Cavallini nella giusta luce e nei termini più corretti. Con Pietro Cavallini la pittura romana cambiò registro e anticipò il "naturalismo" di Cimabue, trasmesso forse al maestro fiorentino durante il suo soggiorno romano. Cavallini raggiunse i migliori risultati anche nelle ricerche spaziali e nel cercare di dare rilievo alle figure contemporaneamente e in maniera autonoma rispetto a Giotto. Molto probabilmente i due si incontrarono nel cantiere di Assisi e confrontarono le loro posizioni con i risultati che tutti conosciamo.

## Opere

### San Paolo fuori le mura
La prima opera di Cavallini di un certo rilievo fu la decorazione della chiesa di San Paolo fuori le mura a Roma. L'opera constava in due cicli ad affresco anteriori nella navata centrale, tratte dagli Atti degli Apostoli e dall'Antico Testamento, più le raffigurazioni dei busti dei Papi a mosaico, come testimoniato sempre dal Vasari, sulla facciata:
In quell'occasione lavorava a San Paolo anche Arnolfo di Cambio il grande artista di Colle Val D'Elsa, autore del ciborio (1285).
Il lavoro si protrasse dal 1277 al 1285, ma questo ciclo è scomparso completamente con l'incendio che nel 1823 distrusse quasi completamente la chiesa. Del suo lavoro nella basilica, rimangono solo pochi lacerti del mosaico che adornava la facciata ricollocati sull'arco trionfale verso il transetto e alcune copie a disegno che però non permettono di capire se all'epoca il pittore avesse già padronanza degli stilemi dell'arte gotica.

### Santa Maria in Trastevere
Il ciclo decorativo dei mosaici di Santa Maria in Trastevere viene tradizionalmente datato al 1291 (sulla base di una strana data MCCLCI letta in passato, ma oggi perduta), anche se alcuni storici tendono a spostarlo più avanti nel tempo, al 1296 circa. Di certo il committente fu Bertoldo Stefaneschi (qui sepolto), figlio del senatore Pietro Stefaneschi e di Perna Orsini e fratello del futuro cardinale Jacopo Stefaneschi: a quest'ultimo si devono i versi poetici che accompagnano gli episodi della Vita della Vergine Maria raffigurati: 
- Natività della Vergine
- Annunciazione
- Natività
- Madonna con Bambino in clipeo e i Santi Paolo, Pietro e il donatore Bertoldo Stefaneschi (pannello centrale)
- Adorazione dei Magi
- Presentazione al tempio
- Dormitio Virginis

Questa opera mostra appieno le capacità tecniche di Cavallini che rompeva con le forme ieratiche bizantine e adattava i modelli stilistici dei suoi mosaici alle novità che provenivano dalla pittura e dalla scultura toscane, affiancando la scuola romana al clima gotico della pittura di Cimabue e alle prime esperienze di Giotto.
La nuova sensibilità si può vedere nelle citazioni naturalistiche della Nascita di Gesù, ma meglio ancora nella tridimensionalità del trono che appare dietro la Madonna spaventata dall'improvvisa apparizione dell'Arcangelo annunciante. 
Queste architetture sono state messe in relazione con le opere di Giotto, ma in questo confronto Cavallini si dimostra diverso: le sue quinte architettoniche infatti sono dei semplici sfondi irreali, che, tranne rari casi (l'altare della Presentazione al tempio o il trono di Maria) non dialogano con i personaggi, che anzi sono decisamente sproporzionati. Inoltre la presenza di punti di vista diversi dà a queste prospettive intuitive un aspetto arcaico e impreciso.

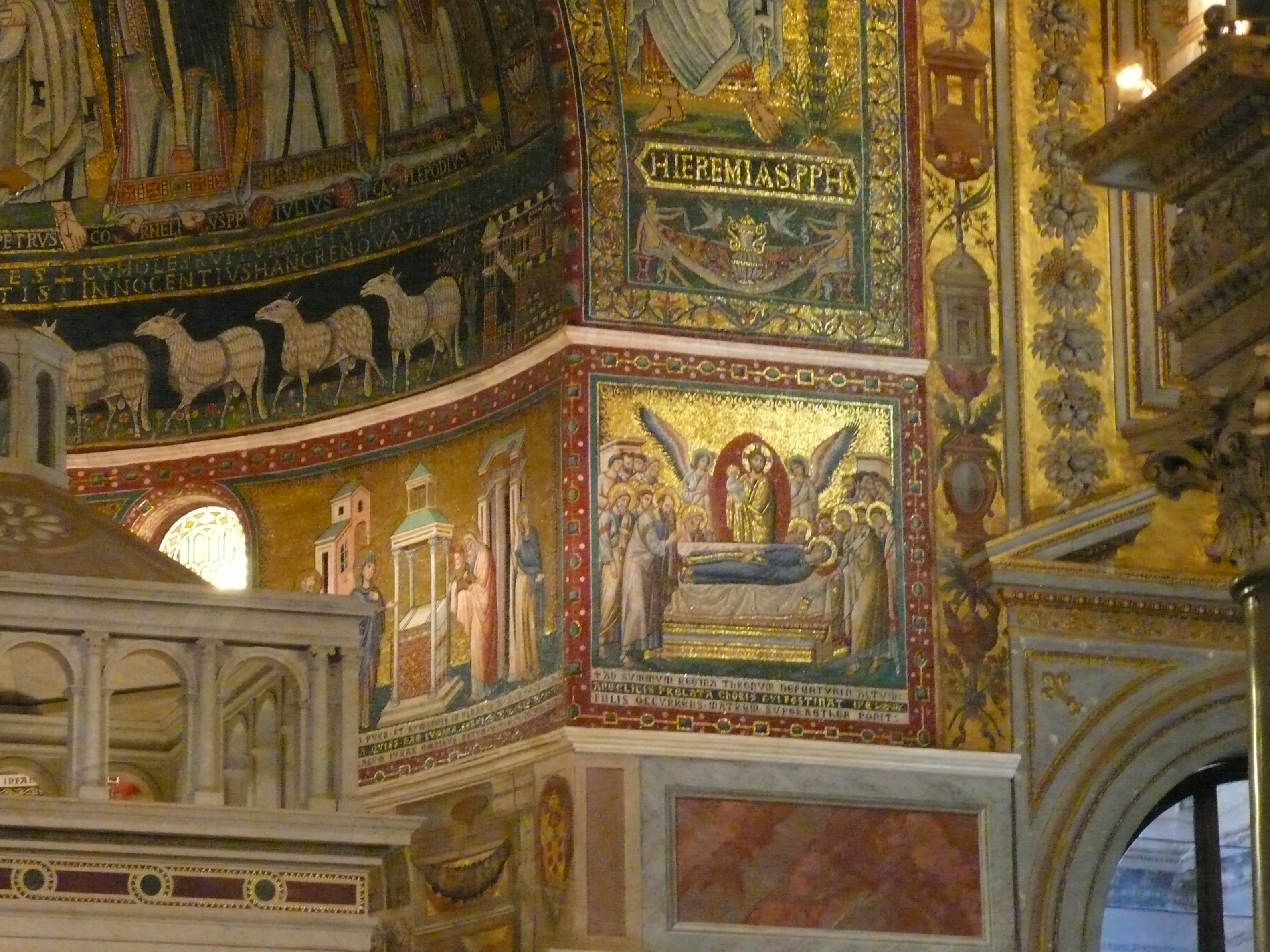
Particolare dei mosaici
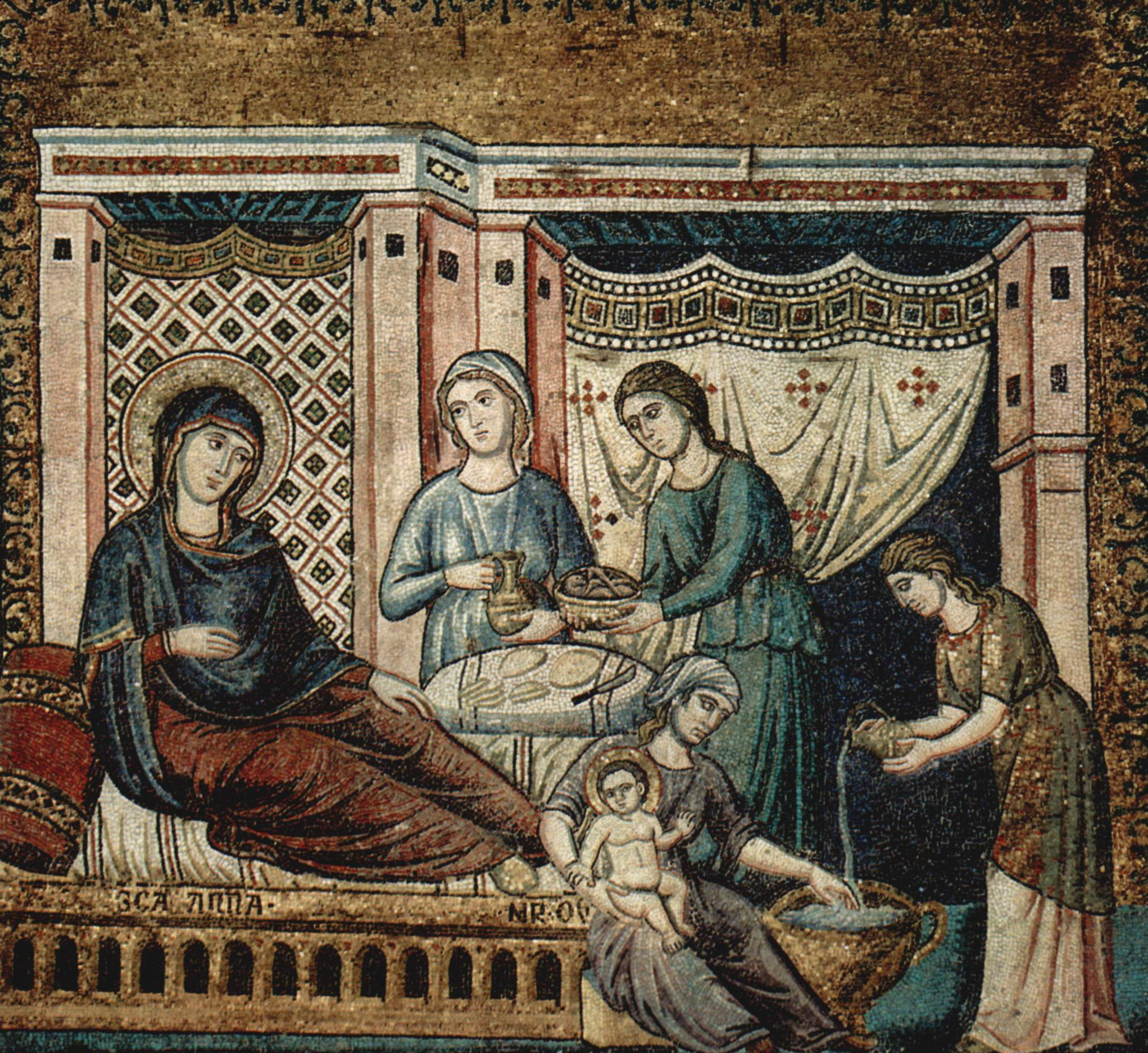
La Natività della Vergine
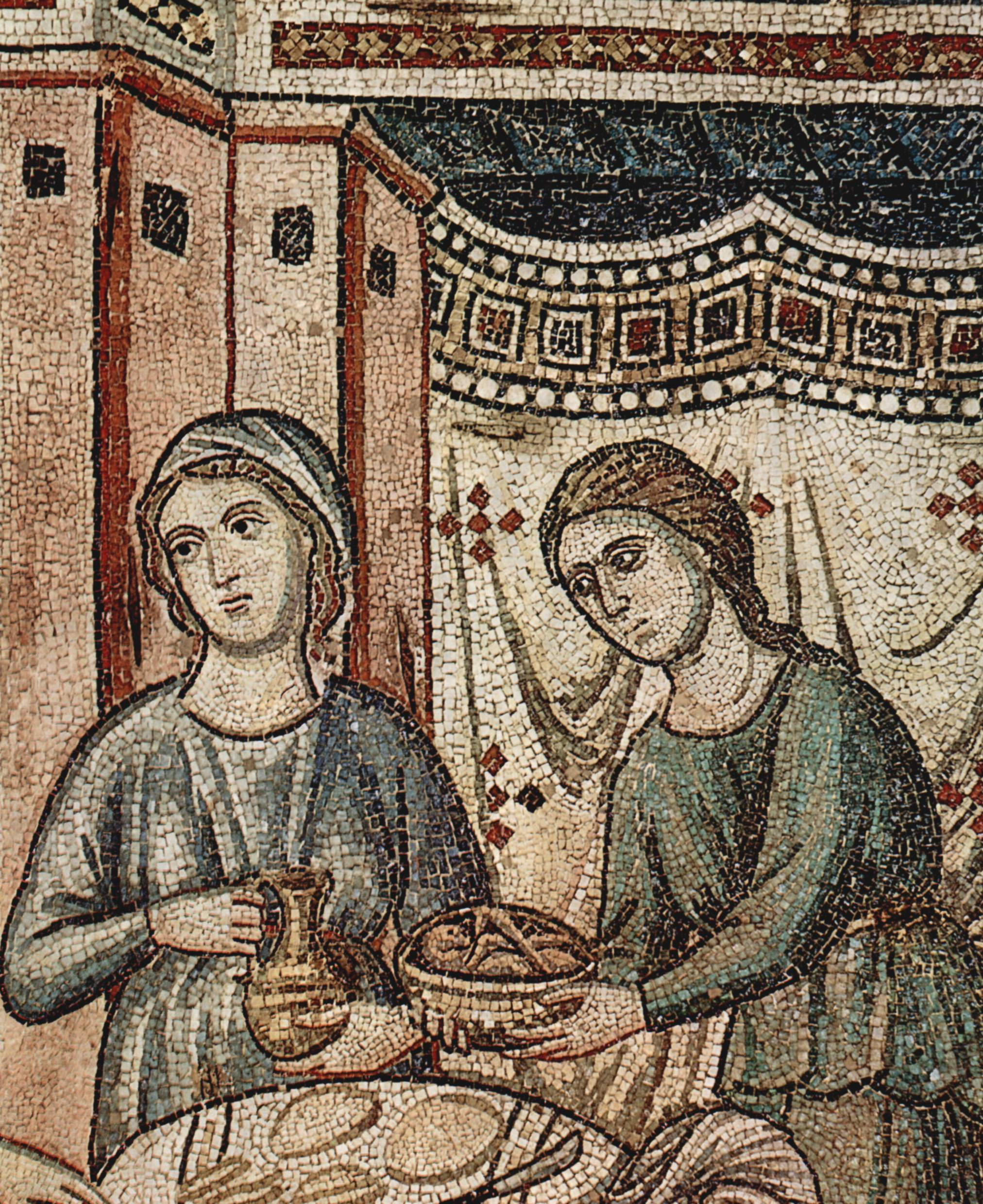
La Natività della Vergine (dettaglio)
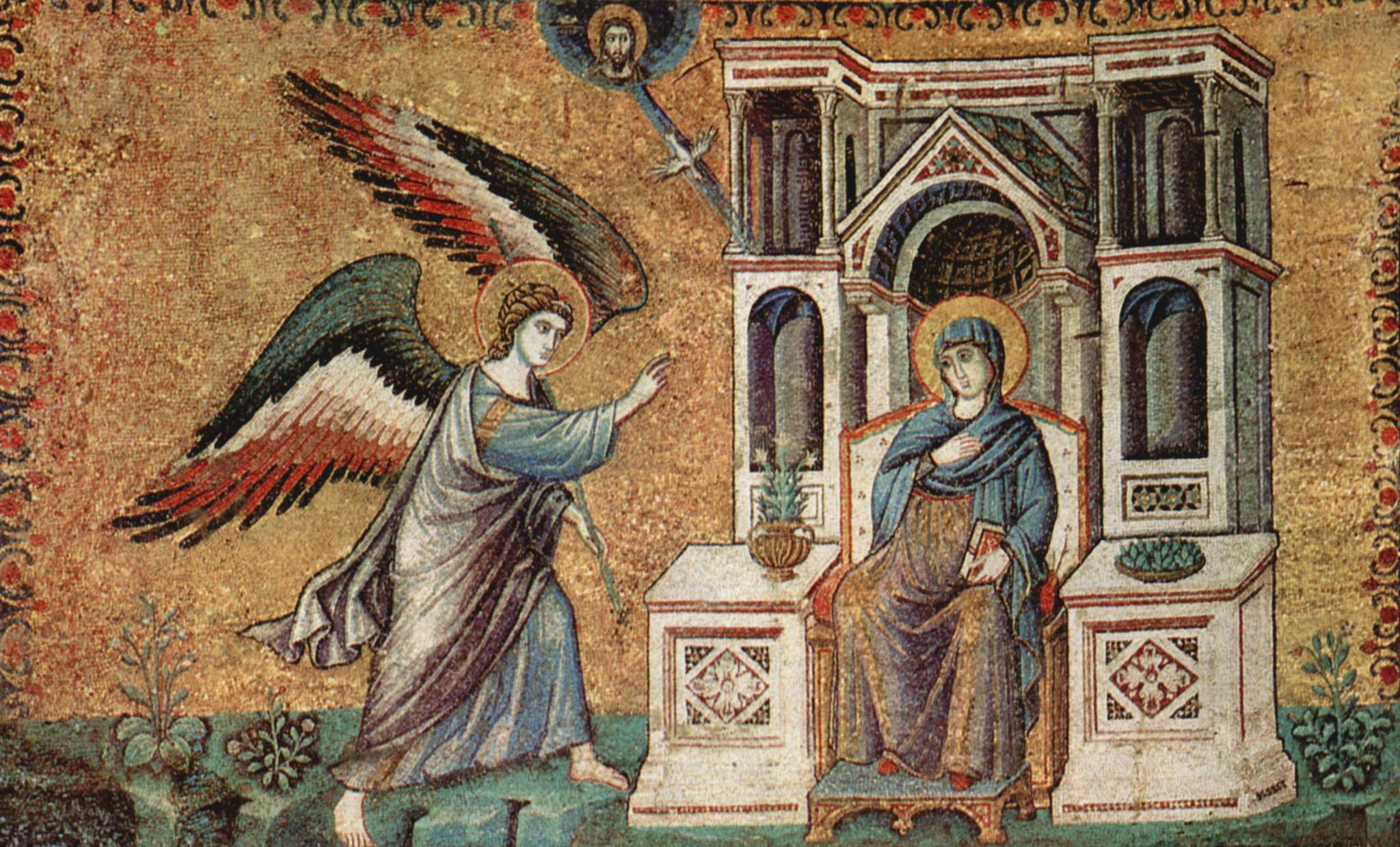
L'Annunciazione
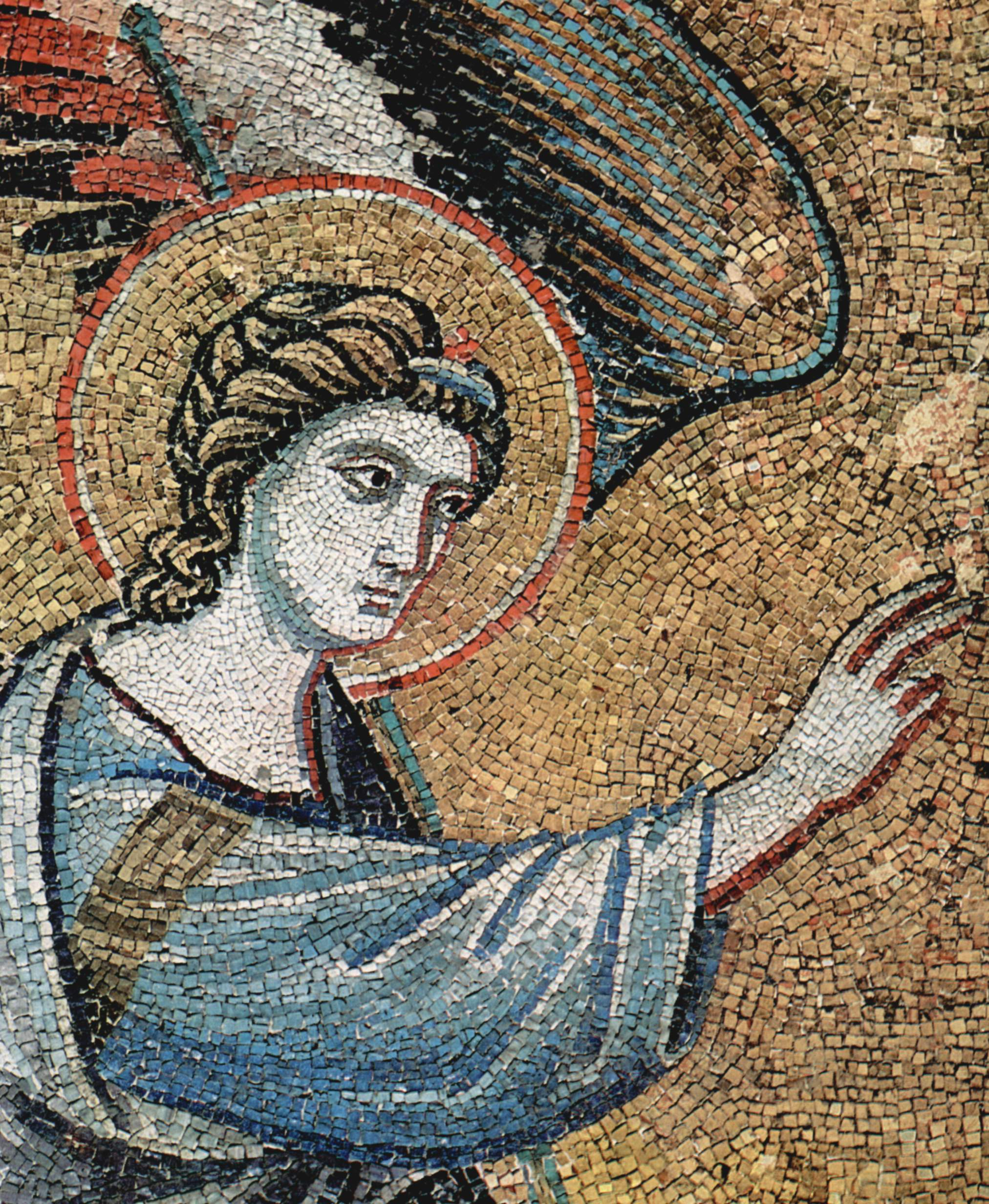
L'Annunciazione (dettaglio)
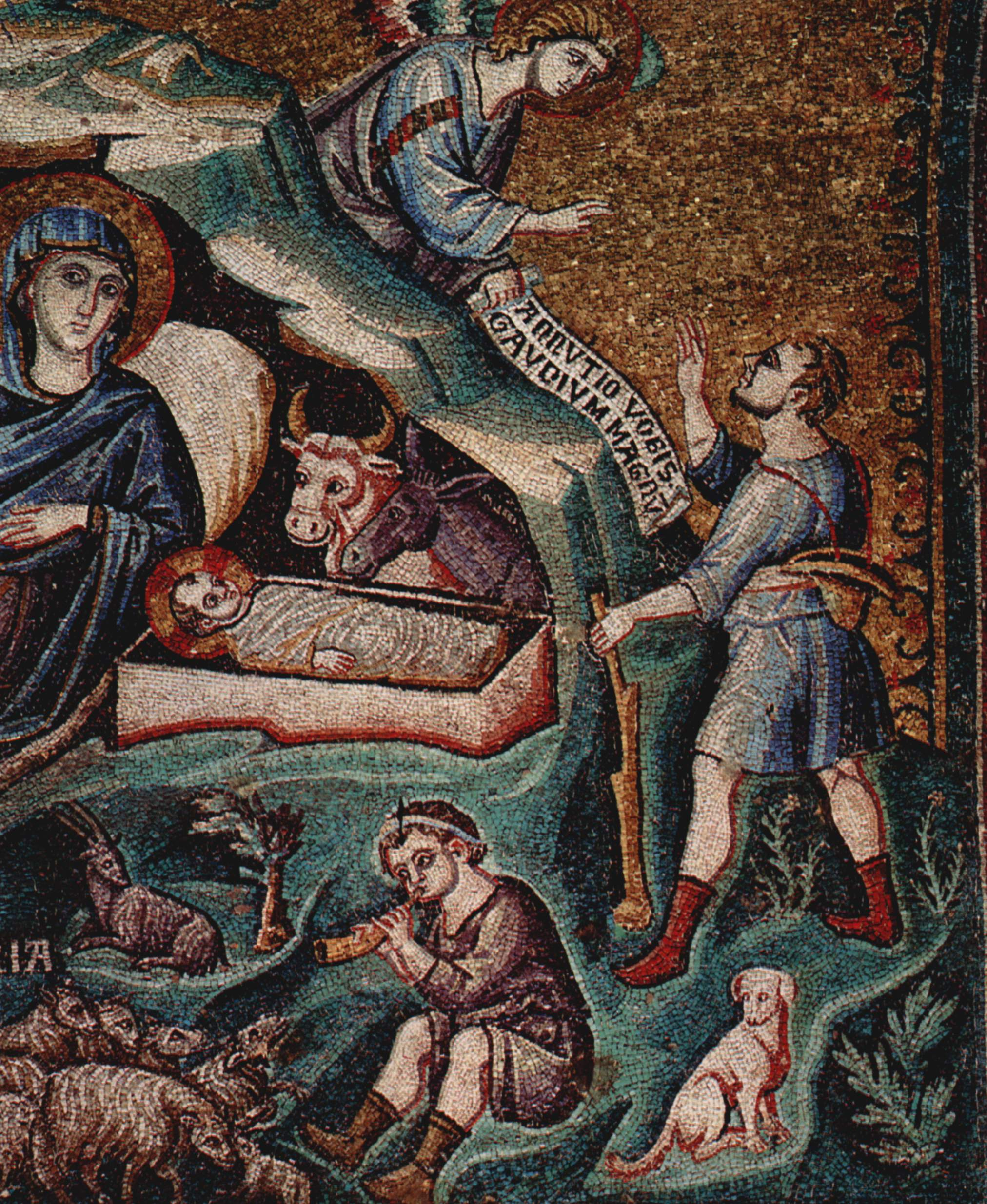
La Natività (dettaglio)
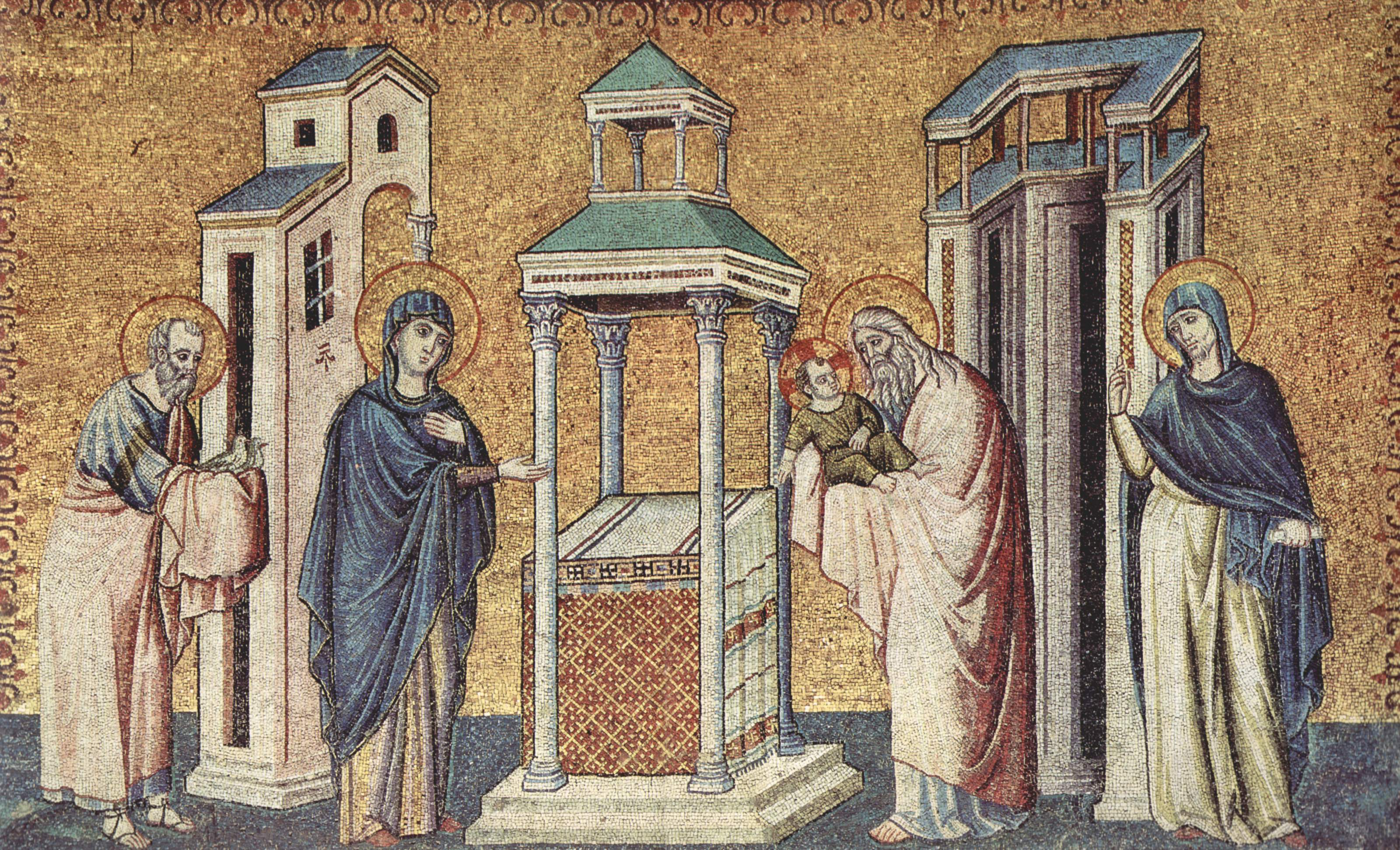
La Presentazione al tempio

### San Giorgio in Velabro

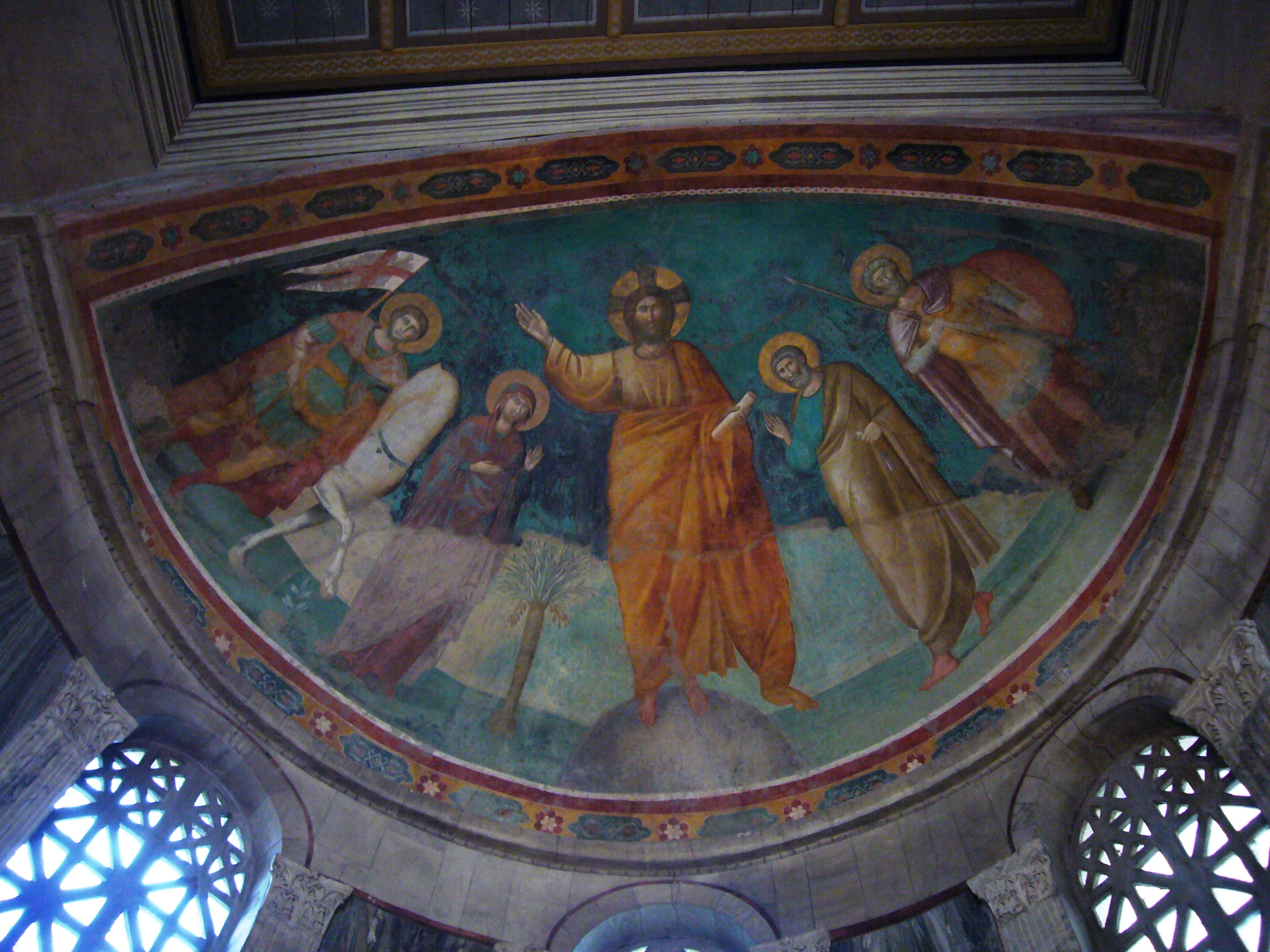
Affresco absidale

### Santa Cecilia in Trastevere

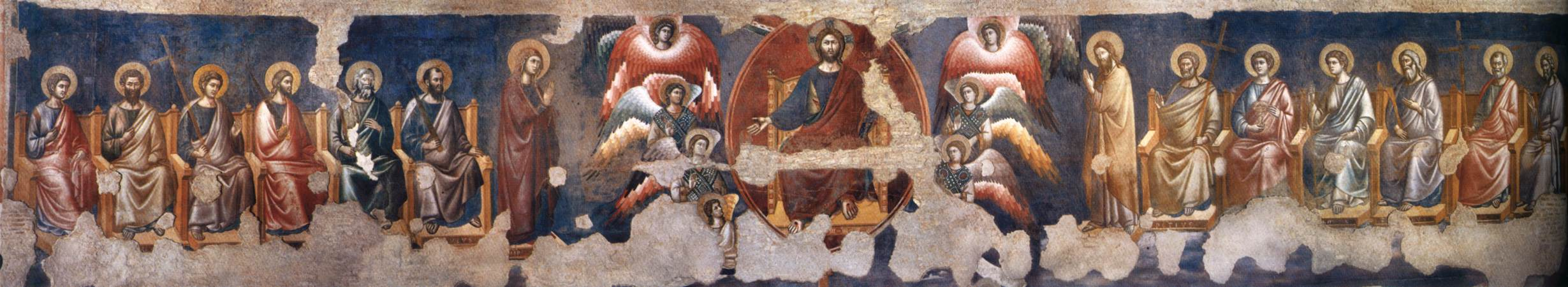
Santa Cecilia in Trastevere, Giudizio Universale

L'opera più rappresentativa di Cavallini sono gli affreschi della basilica di Santa Cecilia in Trastevere, dove la scelta della tecnica dell'affresco offre notevoli spunti stilistici che il mosaico non permette, soprattutto nei panneggi che con il chiaroscuro danno alla scena rappresentata una tridimensionalità e una potenza espressiva di grande spessore drammatico.
In questa ottica si può leggere il Giudizio Universale, l'opera di Cavallini generalmente reputata il capolavoro del maestro romano. Con questi affreschi (generalmente datati 1293, quando vi lavorava ancora Arnolfo ad un altro ciborio) la pittura romana si affianca e supera i modelli toscani anche se in contemporanea il giovane Giotto imporrà la sua visione artistica e i suoi modelli in tutta la pittura dal Trecento in poi.  Tuttavia, secondo Bellosi: "Anche la data 1293 riferita agli affreschi della Santa Cecilia in Trastevere ha fondamenti ben poco sicuri. Si basa, infatti, soltanto sull'ipotesi che il tabernacolo di Arnolfo di Cambio, recante quella data, e la decorazione ad affresco della chiesa fossero stati eseguiti contemporaneamente". L'opera di Cavallini è particolarmente innovativa perché per esempio negli Apostoli seduti negli scranni egli sa infondere una presenza fisica e un volume del tutto estranei alla maniera bizantina: i panneggi non sono ripetitivi, ma variano a seconda della posizione delle membra, i volti sono raffigurati con individualità, la cromia è varia, il chiaroscuro è morbido e raffinato, ma non costipato, grazie a lumeggiature e ombre scure nei solchi più profondi.
Alcuni critici però non azzardano a porre Cavallini prima di Giotto, e collocano il Giudizio di Trastevere dopo la lezione assisiate delle Storie di Isacco e delle Storie di San Francesco. Fu aiutato nella sua opera dal pittore di Subiaco, Consolo.

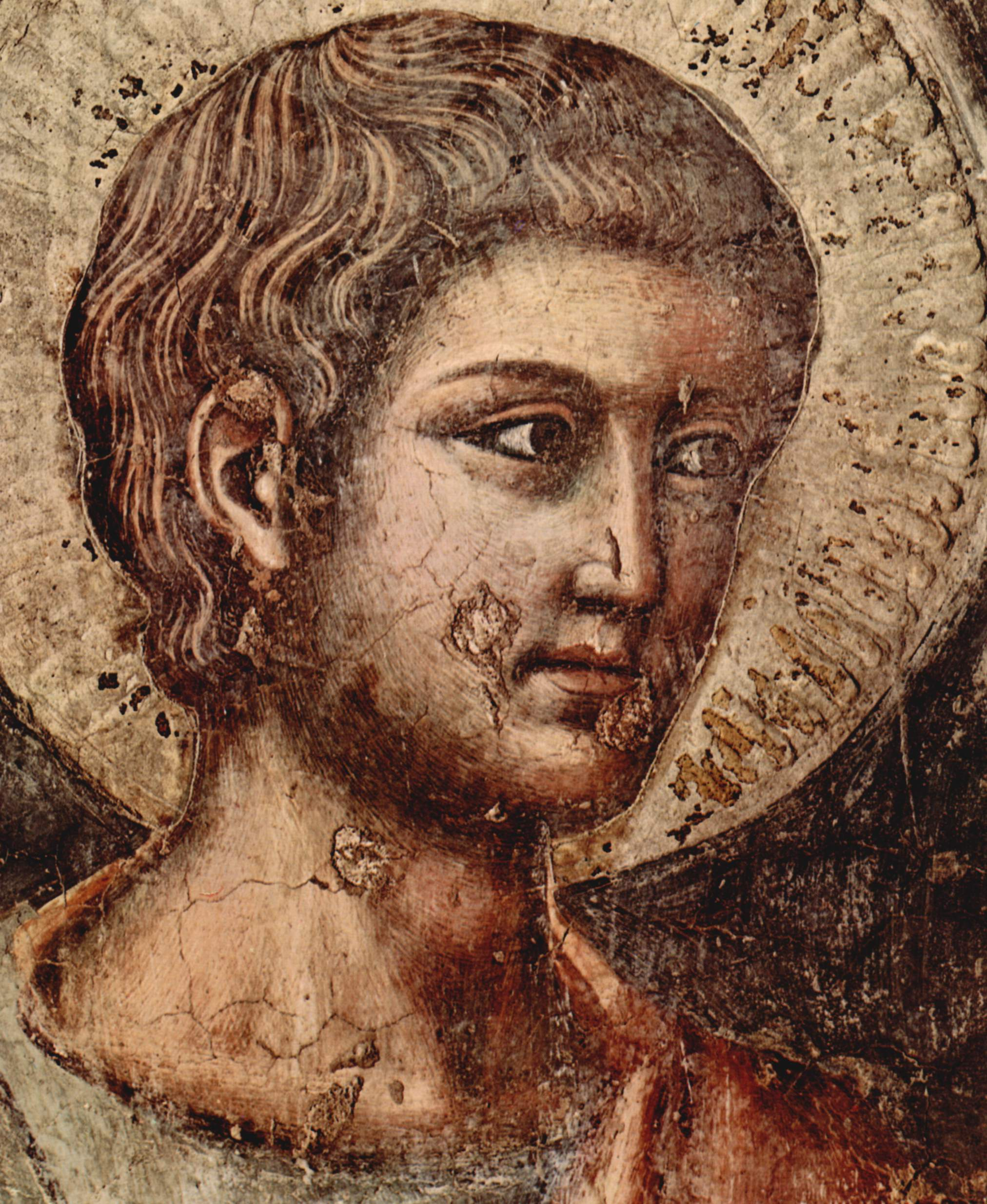
Testa di Apostolo
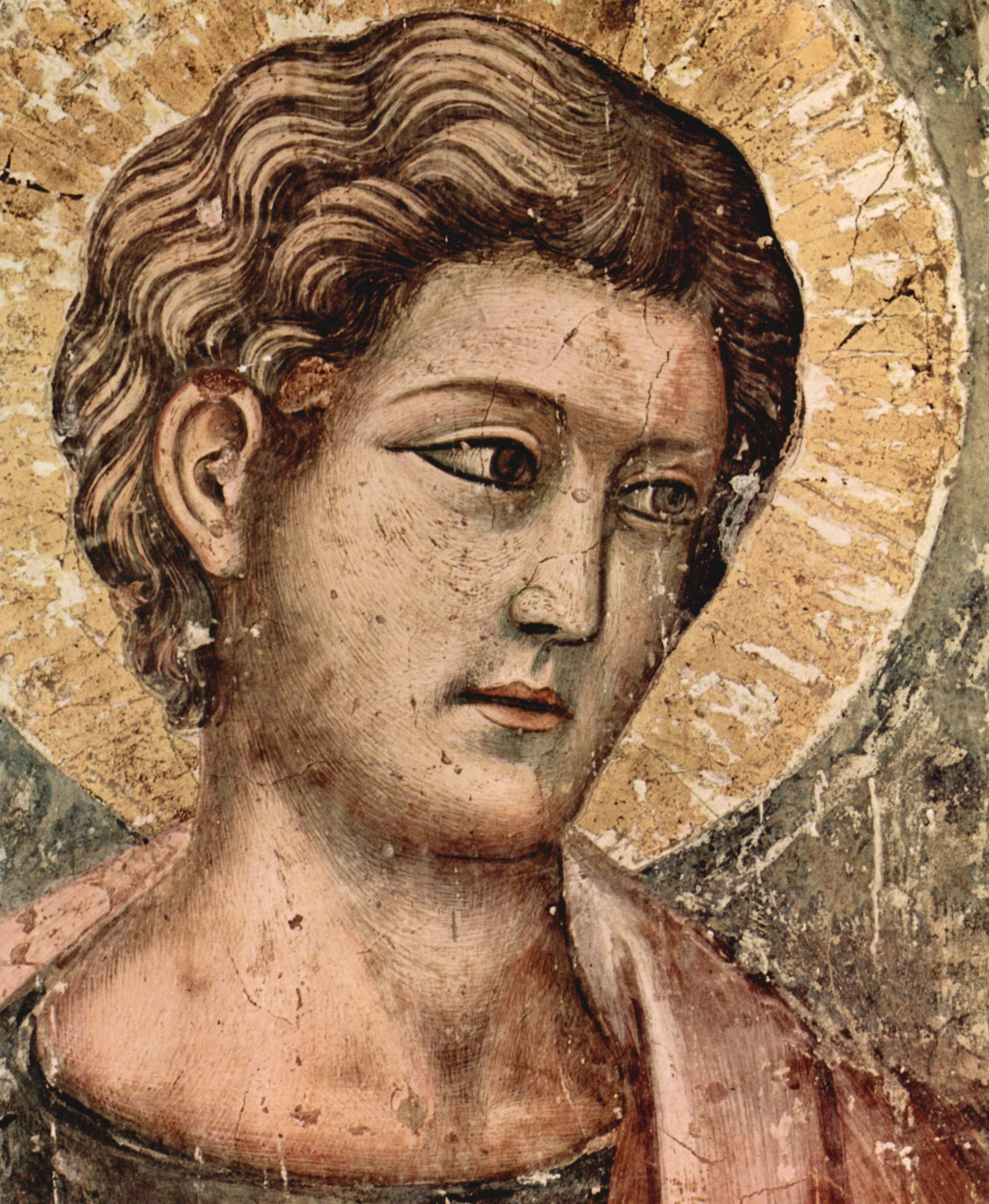
Testa di Apostolo
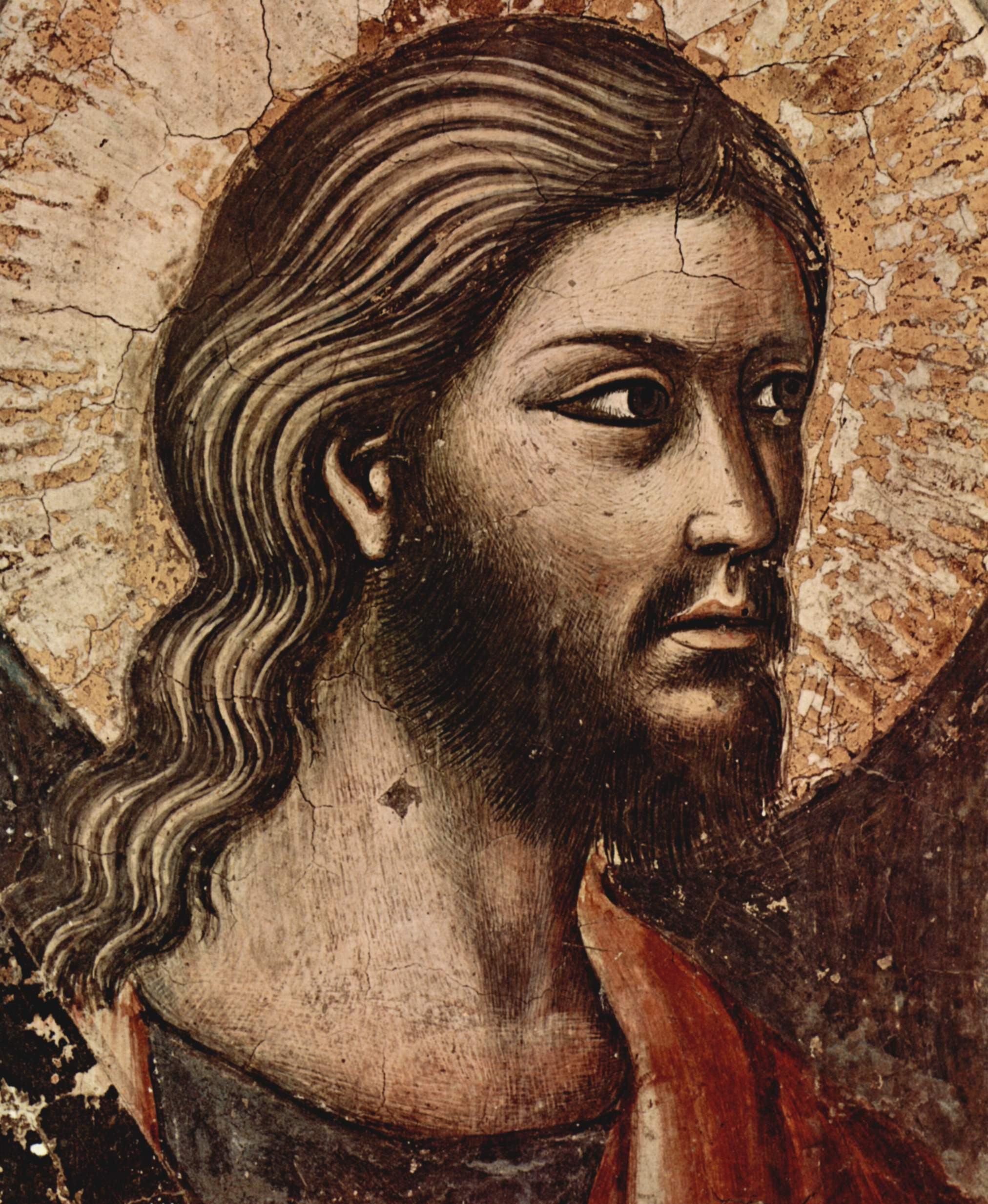
Testa di Apostolo
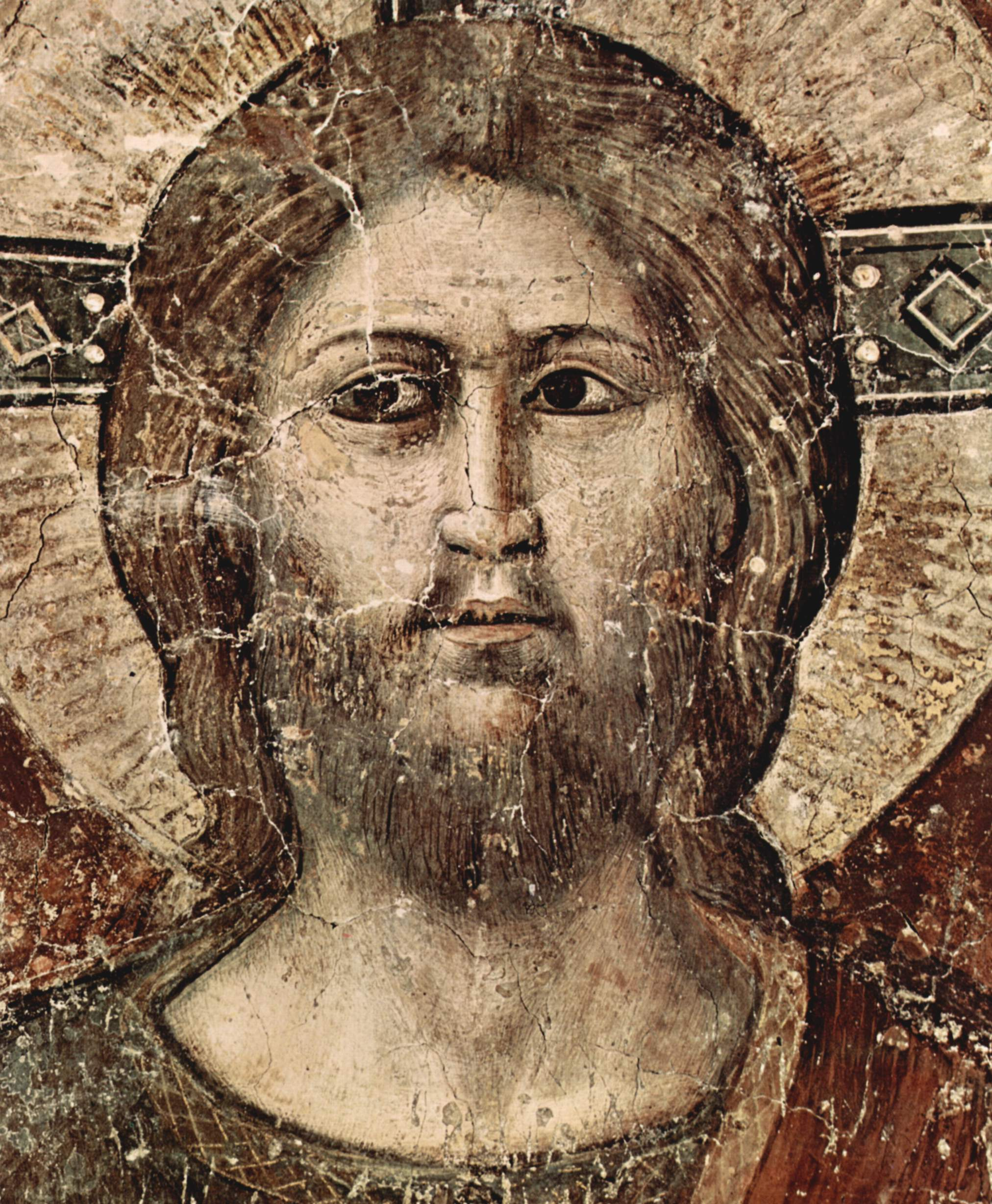
Volto di Cristo Giudice
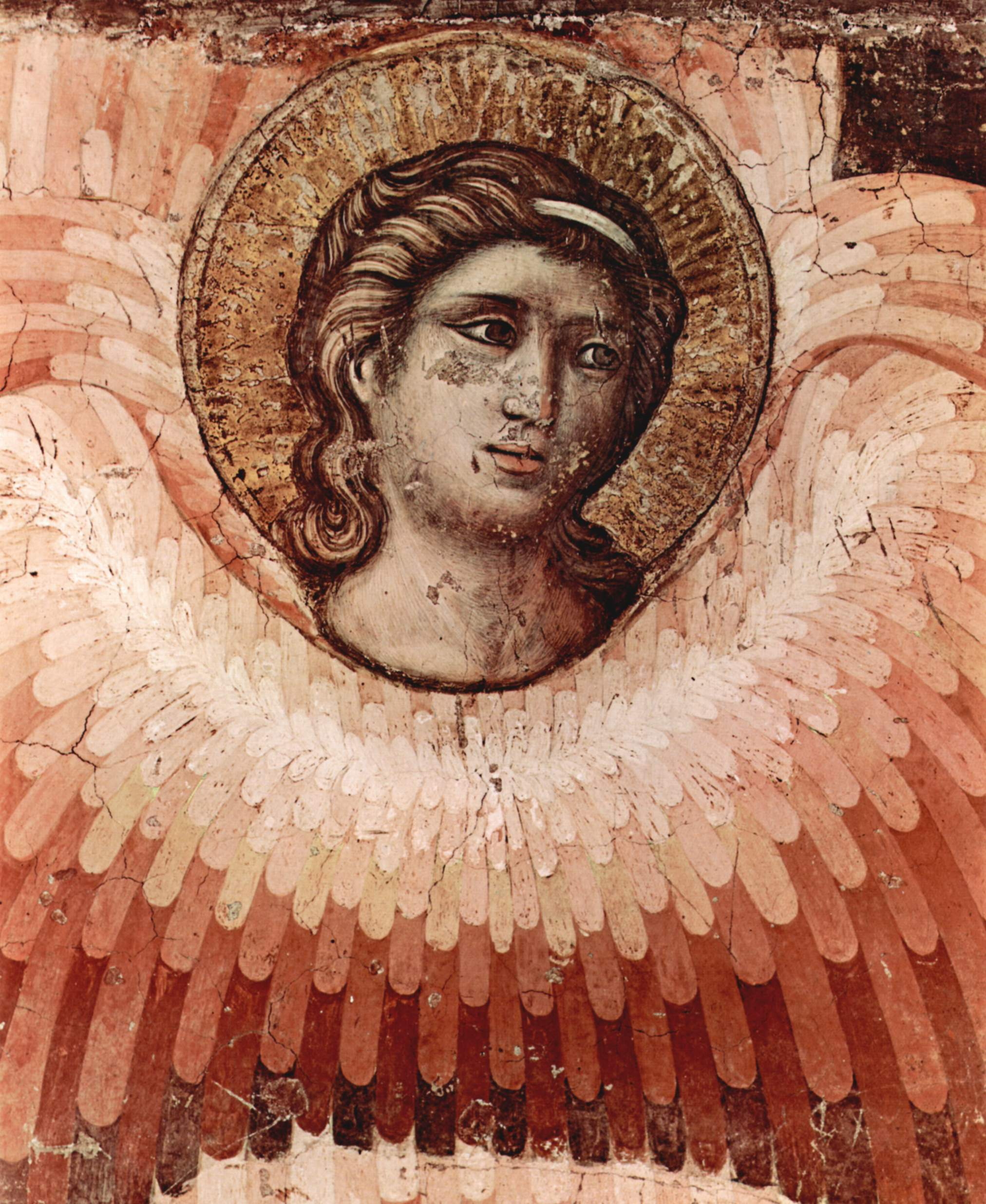
Angelo
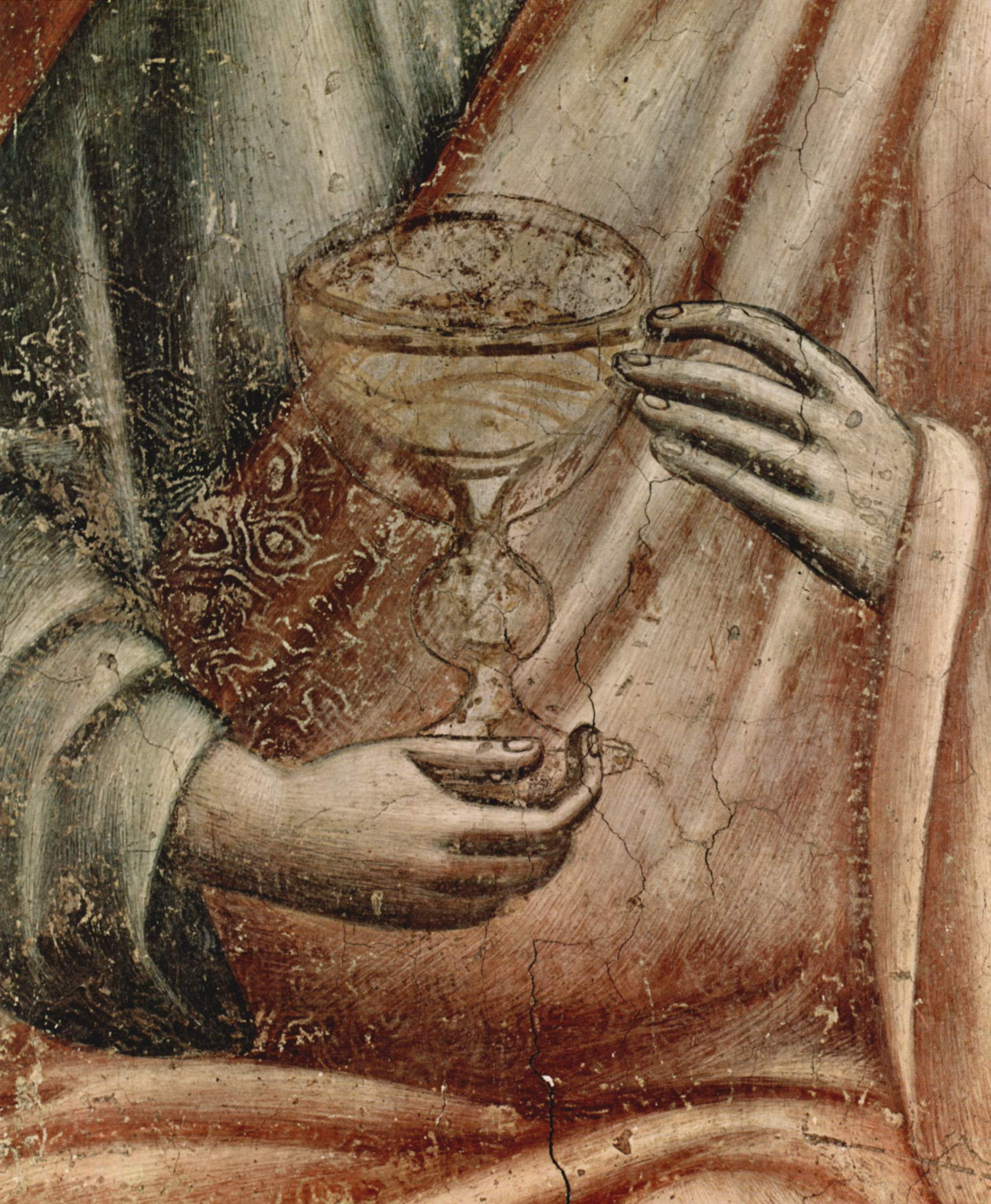
Apostolo (dettaglio)

### Il cantiere di Assisi

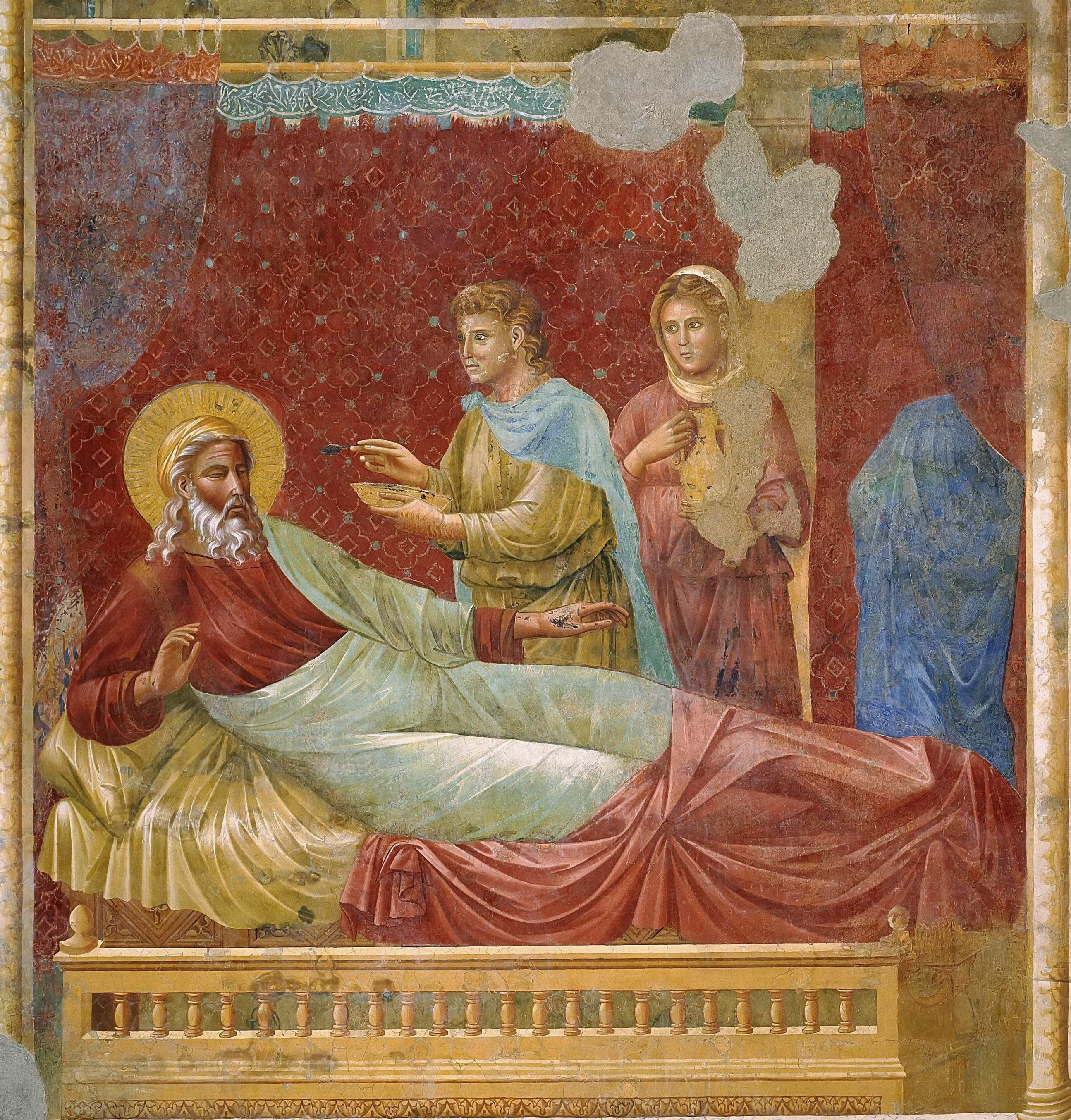
Maestro d'Isacco, Isacco respinge Esaù

Non esiste nessuna testimonianza certa della partecipazione di Pietro Cavallini a quella grande palestra pittorica che fu la decorazione della Basilica di San Francesco di Assisi. Sembra strano visto che nel 1299, quando Giotto arrivò ad Assisi e già vi lavoravano i grandi nomi della pittura del tempo come Cimabue, Jacopo Torriti e Filippo Rusuti, Cavallini era già molto famoso e uno dei pittori italiani più innovativi.
Alcuni hanno visto nel Maestro d'Isacco della basilica superiore la mano di Pietro Cavallini, anche se è stata riproposta come alternativa la mano di un Giotto giovanissimo al seguito del maestro Cimabue durante la prima decorazione della basilica.
In seguito storici dell'arte come Federico Zeri e Bruno Zanardi hanno attribuito gli affreschi delle Storie di san Francesco almeno a tre mani di maestri, tra i quali il principale sarebbe stato lo stesso Cavallini (a giudicare da alcune riferimenti indiretti e soprattutto dalla modalità della stesura degli incarnati, molto più vicina alle opere di Cavallini che a quelle giottesche), seguito dal Rusuti e da un giovane Giotto.

### Santa Maria in Aracoeli
- Apparizione della Sibilla all'imperatore Ottaviano Augusto, affresco nella calotta abside (1298 circa, perduto nella seconda metà del XVI secolo);
- Madonna col Bambino e i santi Matteo e Francesco, affresco nella Tomba Acquasparta (post 1302);
- affreschi nella cappella San Pasquale Baylon:
  - Vergine con il Bambino tra i Ss. Giovanni Battista e Giovanni Evangelista;
  - Storie della vita di san Giovanni Battista (?).

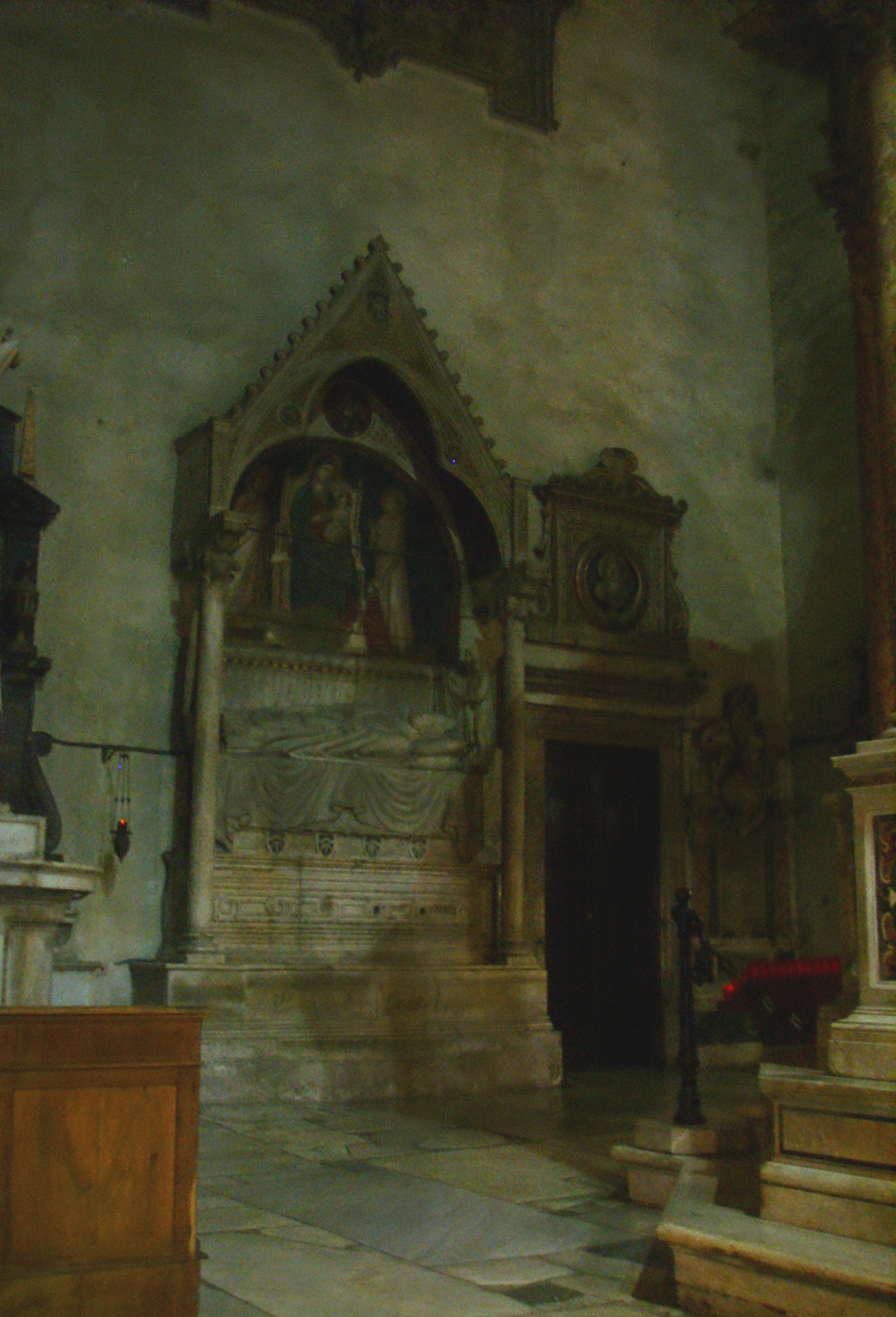
Il sepolcro di Matteo d'Acquasparta
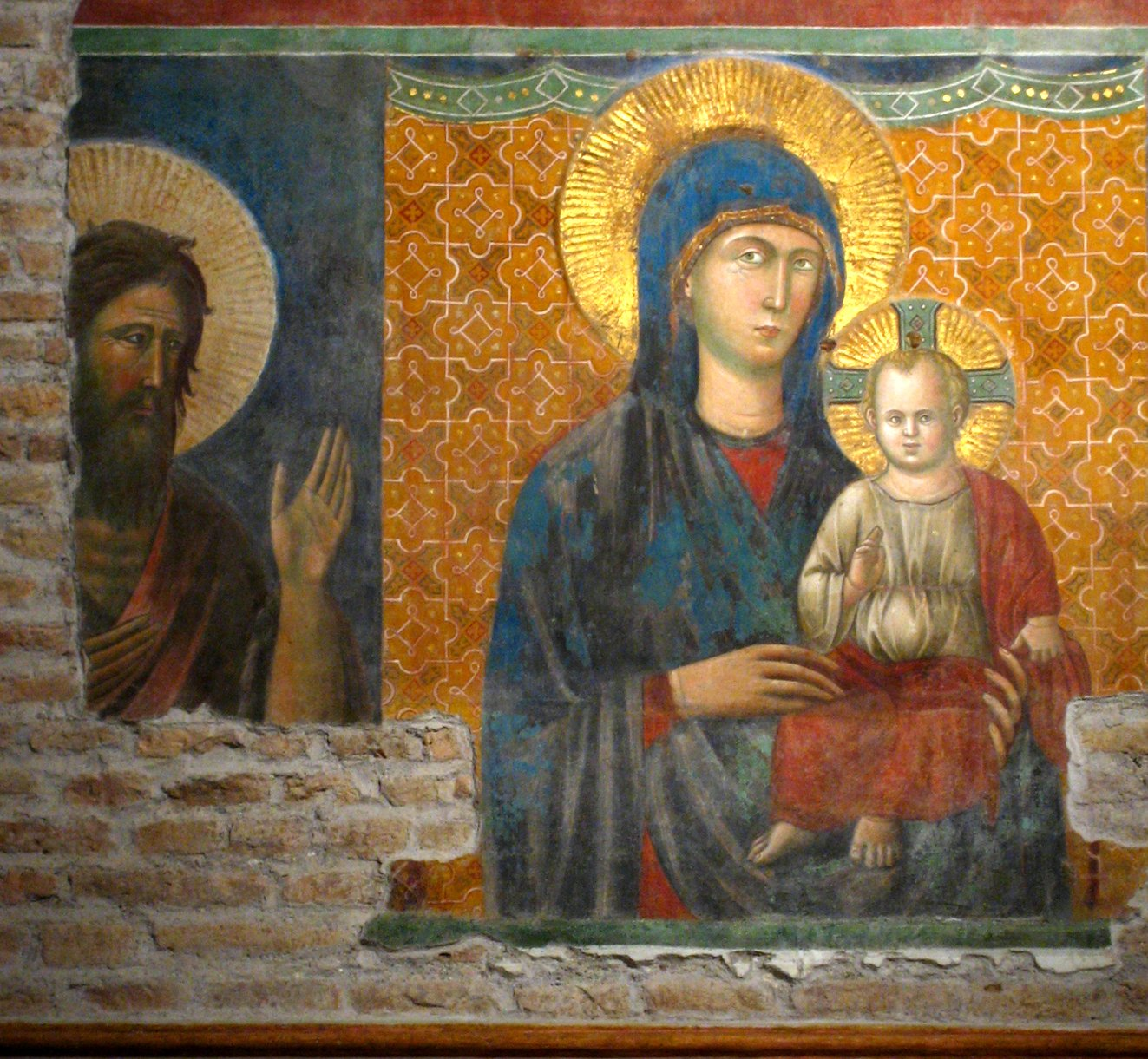
Affresco in Santa Maria Aracoeli

### Santa Maria Maggiore
- clipei con Profeti
- Storie dell'antico Testamento.

### Alla corte angioina di Napoli

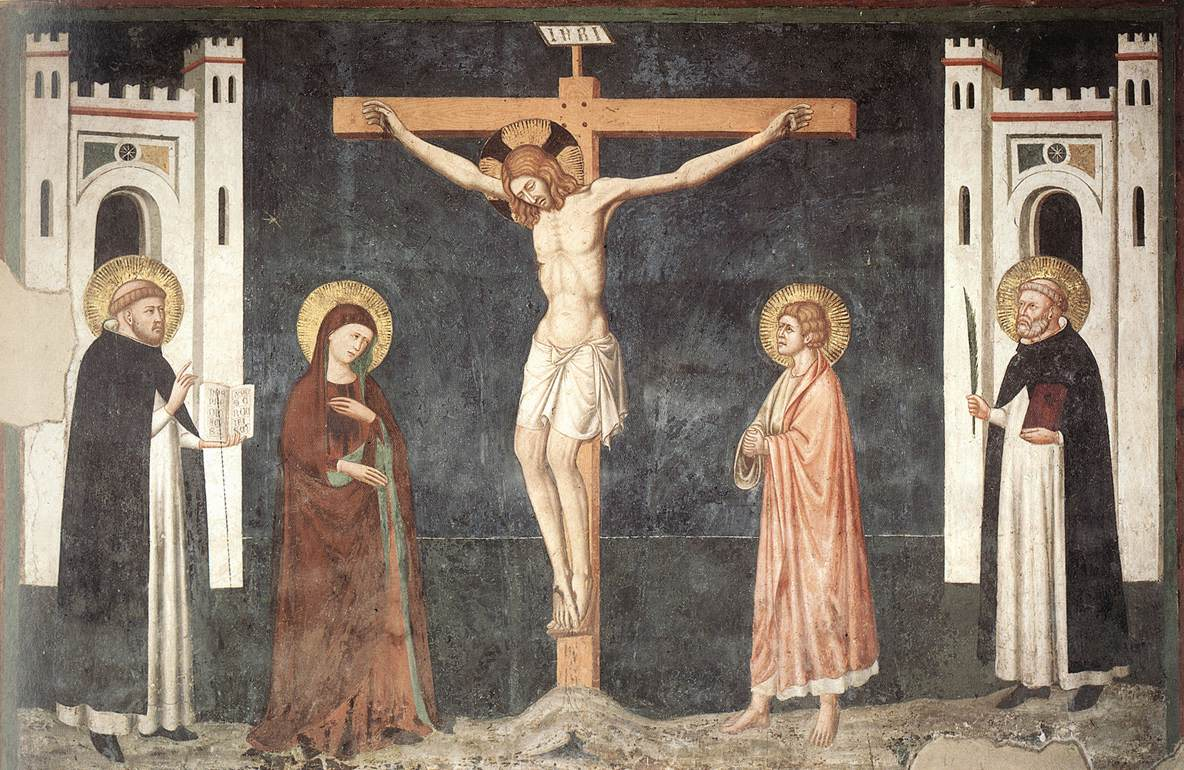
Pietro Cavallini, Crocifissione, Napoli, cappella Brancaccio, San Domenico Maggiore

Intorno al 1308, Pietro Cavallini si trovò a Napoli presso Carlo II d'Angiò il cui mecenatismo portò a Napoli alcuni dei più importanti pittori della sua epoca.
Cavallini lavorò alla cappella Brancaccio in San Domenico Maggiore nel 1308 e a Santa Maria Donnaregina nel 1317 con il suo concittadino Filippo Rusuti. Tornò a Roma sicuramente prima del 1325, nel 1321 iniziò la decorazione esterna della Basilica di San Paolo fuori le mura, eseguì un ciclo di mosaici secondo la tecnica bizantina che andrà distrutto in un incendio dell'Ottocento e questa fu l'ultima sua grande opera che probabilmente coincise con il periodo della sua morte.

### Bibbia cavalliniana
La Bibbia miniata da Pietro Cavallini, oggi conservata presso le Biblioteche riunite Civica e A. Ursino Recupero di Catania fu realizzata su ordine del cardinale Landolfo Brancaccio tra il primo e il secondo decennio del XIV secolo. Quest'opera, considerata una delle bibbie più belle al mondo, è arricchita da oltre 100 miniature e 167 iniziali ornate con foglia d'oro, su circa 400 pagine in pergamena.

## Nei media
Pietro Cavallini è citato in una scena del film "Grande, grosso e... Verdone". Nello specifico, è argomento di una domanda d'esame fatta dal prof. Callisto Cagnato, interpretato sempre da Carlo Verdone, con la quale lo stesso professore boccia uno studente, interpretato dal figlio di Verdone stesso, e promuove invece una studentessa, Lucilla Diotallevi, interpretata da Martina Pinto.